# Berufsakademie für Bankwirtschaft
Die Berufsakademie für Bankwirtschaft ist eine private Institution des tertiären Bildungsbereichs mit der Fachrichtung Banking and Finance. Sie wurde im Jahr 1995 gegründet und ist gemäß dem Niedersächsischen Berufsakademiegesetz staatlich anerkannt. Die Berufsakademie hat die Studienstandorte Rastede und Hannover.

## Organisation und Trägerschaft
Die Berufsakademie wird von der Genossenschaftsakademie Weser-Ems in Rastede und der Genoakademie GmbH & Co. KG in Hannover getragen. Seit 2005 betreibt die GenoAkademie GmbH & Co. KG die Berufsakademie gemeinsam mit dem Genossenschaftsverband Weser-Ems e. V., Oldenburg, als rechtlich unselbstständiges Unternehmen.

## Studienangebot
Das Studienangebot  umfasst den dualen Studiengang Banking and Finance, der zum Abschluss des Bachelor of Arts (B.A.) führt. Die Regelstudienzeit beträgt 6 Semester (180 ECTS-Punkte). Der Studiengang kombiniert theoretische Ausbildungsinhalte mit praktischer Tätigkeit in Kreditinstituten.

## Duales Studium
Das duale Studium an der Berufsakademie für Bankwirtschaft erstreckt sich über drei Jahre. Während dieser Zeit wechseln sich Praxisphasen in einer Bank mit Studienphasen an der Berufsakademie ab. Der Unterricht findet in kleinen Gruppen mit maximal 40 Studierenden statt und beinhaltet verschiedene Lehr- und Lernmethoden wie Trainings, Seminare und Praxissimulationen.

## Studienstruktur und -aufbau
Das Studium gliedert sich in ein Grundstudium und ein Hauptstudium mit Profilbildungsmöglichkeiten. Im Hauptstudium wählen die Studierenden drei von insgesamt fünf Profilbildungsmöglichkeiten und verfassen eine Bachelorthesis zum Abschluss ihres Studiums. Das Curriculum vermittelt fach- und fachübergreifendes Wissen sowie die erforderlichen Kompetenzen in den Modulen.

## Studierendenzahlen und Abschlüsse
Derzeit (2024) gibt es an den Standorten Hannover und Rastede etwa 130 Studierende. Der Studienbeginn erfolgt jeweils zum 1. August eines Jahres. Nach Abschluss des dualen Studiums erhalten die Studierenden zwei staatlich anerkannte Abschlüsse: Bachelor of Arts und optional Bankkauffrau/-mann (IHK).